# سجن عدرا
33°35′24″N 36°26′26″E / 33.5901037°N 36.4404945°E
سجن عدرا هو أحد أهم وأكبر السجون الموجودة في سوريا حيث يتبعُ مباشرة لوزارة الداخلية. يحتوي سجن عدرا على أربعة عشر جناحًا موزعة حسب أنواع الجرائم؛ فعلى سبيل المثال لا الحصر خُصّصَ الجناح 11 والجناح 12 لجرائم المخدرات وهو معزول عن باقي الأجنحة لمنع اختلاط تجار المخدرات مع باقي النزلاء في السجن كما أنّ الجناح الثاني معزول حيث يحوي على السجناء من الأصوليين والأسلاميين في حين يضمّ الجناح السابع مجرمي الدعارة والجرائم الأخلاقية وهكذا.

## التاريخ
بدأت شهرة السجّن تتزايدُ شيئًا فشيئًا منذ بداية 1980. حينها دخلَ غسان نجار مهندس رُفقة اثنين من زملائه في إضرابٍ مفتوحٍ عن الطعام وذلكَ احتجاجا على ظروف السجن. بسبب ذلك؛ تعرّضَ باقي زملائه السجناء للضرب المبرح على أيدي حراس السجن وذلك في محاولة منهم لإجباره على تناول الطعام وذلك بعدما عانى من إصابات في العمود الفقري.
تمّ سجنُ الصحفي الكردي مسعود حامد في الحبس الانفرادي وذلك لمدة سنة كاملة (2003-04) قبل أن يُسمح له بزيارات شهرية فقط. ذكرت رايتس ووتش أنّ مسعود قد تعرّضَ للتعذيب كما تمَ ضربه بقوّة على أسفل قدميه. ليس هذا فقط؛ فلم تكن غرفته تسعُ سوى لـ 0.85 متر مربع كما لم يُسمح له باستعمال المرحاض.
بحلول كانون الأول/ديسمبر 2004 دخل الأكراد في السجن في إضراب طويلٍ عن الطعام وذلك احتجاجًا على «كميّة» التعذيب التي تعرضوا لها. عادت قضايا الإضراب عن الطعام للظهور داخل السجن لكن هذه المرّة في شهر آذار/مارس 2011 حيث قامَ 13 سجين بما في ذلك هيثم المالح والمحامي أنور البني بإضرابٍ شديد عن الطعام احتجاجا على اضطهاد الحكومة وسجنها للمعتقلين السياسيين. في الواحد من يوليو عام 2013؛ أضربت المحتجزات في السجن عن الطعام وذلكَ ردًا على إهمال قضاياهم من قبل النيابة العامة ومحكمة مكافحة الإرهاب هذا فضلا عن عدم وجود موافقة على محاكمتهم. اعتبارا من كانون الأول/ديسمبر 2014؛ كان هناكَ حوالي 7000 سجين داخل أسوار المُعتقل. في آب/أغسطس من عام 2015 وخلال اشتداد معارك الحرب الأهلية؛ تمكّنَ جيش الإسلام من قصف قوات النظام واقتحام السجون حيث سيطرَ على اثنين من المباني هناك.

## أشهر السجناء
- أنور البني
- مسعود حامد
- هيثم المالح
- باسل خرطبيل
- علي كناص